# Kei Nangon
Nangon Hwae Ji (6 de mayo de 1991), conocida por su nombre artístico Kei Nangon y previamente Nangon Kei Hyun Ah, es una actriz, modelo y ulzzang surcoreana.

## Biografía
Nangon nació el 6 de mayo de 1991, en Mungyeong, Provincia de Gyeongsang, Corea del Sur. Es la tercera de los hijos de Nangon Min Kyu, entrenador nacional de fútbol de Corea (1999-2009) y Ryu Hwae Jin, profesora de la licenciatura en matemáticas, que es educadora en la renombrada Universidad Nacional de Seúl. Sus hermanos son Nangon Su Koon, Nangon Hwae Joo y Nangon Tae Jun (nombre artístico Min Nangon). La familia vivió en Singapur durante varios años antes de regresar permanentemente a Anyang, Corea del sur.

## Carrera

### 2004-2009: Casting y formación
A la edad de doce años junto con su familia viajó a Seúl para unas vacaciones durante Chuseok en esa visita fue descubierta por un buscador de talentos de SM Entertainment. Su imponente altura en ese momento, 1.65 metros, se explica como la razón principal. Ella estuvo inmediatamente fascinada por la idea de modelar, sin embargo sus padres lo rechazaron enérgicamente. 
Aun así se contacto con la empresa el siguiente año, pidiendo otra oportunidad.
fue aceptada y asistió a los entrenamientos de fin de semana viajando en tren desde Munyeong hasta Seúl.
Durante el tiempo en que estuvo entrenando participó en varios programas de variedades, incluyendo Family Outing, Star King y Star Golden Bell, así como una serie de anuncios. Su popularidad fue aumentando de forma constante, pero un conflicto interno le llevaría finalmente a salir de la compañía a los dieciséis años y se presentó una demanda en contra de la ilegal resolución del contrato.